# 53 км (зупинний пункт, Донецька залізниця)
53 кіломе́тр — пасажирська зупинна залізнична платформа Донецької дирекції Донецької залізниці. Розташована в селищі Грабське, Амвросіївський район, Донецької області на лінії Ларине — Іловайськ між станціями Моспине (7 км) та Іловайськ (6 км).
Через військову агресію Росії на сході України транспортне сполучення припинене, водночас Яндекс.Розклади вказує на наявність пасажирських перевезень.